# Banjarejo (Banjarejo)
Banjarejo is een bestuurslaag in het regentschap Blora van de provincie Midden-Java, Indonesië. Banjarejo telt 4479 inwoners (volkstelling 2010).